# Zhenxing
Zhenxing är ett stadsdistrikt och säte för stadsfullmäktige i Dandong i Liaoning-provinsen i nordöstra Kina.